# Дереч Дмитро Григорович
 Де́реч Дмитро́ Григо́рович  (нар. 24 вересня 1914, Решетилівка — пом. 28 травня 2007, Вінниця) — український прозаїк, драматург, перекладач. Перебував у Спілці письменників України від 1953 р.

## Біографія
Народився у селянській родині. Після закінчення семирічки та фабрично-заводських курсів працював слюсарем машинно-тракторної станції у м. Таганрозі. У 1935 році вступив до Харківського інституту механізації сільського господарства, після закінчення якого у 1940 р. був призваний до війська.

Учасник Другої світової війни. Пройшов шлях від рядового до капітана інженерних військ. Після демобілізації у 1946 р. оселився у Львові, де закінчив Львівський університет (1953), і де розпочався його творчий письменницький шлях. Працював у видавництві та редакції газети «Вільна Україна», у журналі «Жовтень», потім на радіо, спеціальним кореспондентом у західних областях газети «Радянська Україна», кореспондентом Укррадіо — спочатку по Львівській, а з осені 1959 року, по Вінницькій областях. З 1953 р. — член Спілок письменників України та СРСР. Один з засновників і перший керівник Вінницької обласної організації НСПУ (1971—1974). Понад 30 років працював кореспондентом Українського радіо у Вінницькій області. З осені 1974 року — на пенсії, втім, продовжував співпрацювати з Бюро пропаганди художньої літератури, у редколегії з видання першого тому спогадів ветеранів війни «Вінниччина на Великій Вітчизняній», у редколегії газети «Вінницька правда».

Помер 28 травня 2007 р. і похований у Вінниці.

## Творчість
Автор романів, повістей та п'єс. З-під його пера вийшло більш ніж 1100 статей, нарисів, рецензій, репортажів та памфлетів, опублікованих в журналах, газетах та трансльованих по радіо.

Лауреат премії ім. Михайла Коцюбинського (1982).
|                      | У творчості Дмитра Дереча справді, наче у фокусі об’єктива відображена сталінська епоха. Але не мертва і казенна, а наповнена людьми люблячими, відважними, мрійливими і красивими. І немає значення, де відбувається дія твору – в казармі військового училища, під час бою на фронті, в селянській хаті після наступу чи в університетській аудиторії післявоєнної України – усюди колесо історії рухають саме люди вольові, свідомі власної гідності, безкорисні і нетерпимі до найменших проявів корупції, яка вже згубила десятки найвеличніших країн світу, залишивши від них лише руїни їх засліпленої самовеличі – піраміди, стіни Колізею, попіл Помпеї і порепані пустелі… |
| — Володимир Рабенчук | |

### Переклади
У перекладі Д. Дереча з російської на українську мову окремими виданнями надруковані повісті Г. Бакланова «Пядь земли» та «Навеки — девятнадцатилетние»; В. Федорова — «Великий русский летчик П. Нестеров», збірка оповідань для дітей осетинського письменника Тазе Бесаєва «Отцовское завещание» (у співавторстві).

Популяризатор кабардинської та балкарської літератури в Україні. У його перекладі вийшли повісті Адама Шогенцукова «Весна Софият» (1975) та Х. Теунова «Аслан» (1980), а також роман «Род Шогемоковых». Робив переклади творів кабардинських та балкарських письменників для збірок, газет та радіо. Заслужений працівник культури Кабардино-Балкарії.